# Batalha do Alto Viso
A Batalha do Alto Viso foi um dos confrontos que teve lugar durante a guerra civil, que ficou conhecida como Patuleia. Esta deu-se a 1 de Maio de 1847, em Setúbal, na freguesia da Nossa Senhora da Anunciada.
As partes em confronto eram as forças fiéis a D. Maria II e D. Fernando II, comandadas pelo 1.º Conde de Vinhais, contra a Junta Insureccional liderada pelo 1.º Visconde de Sá da Bandeira. O Visconde, instado a recuar nas suas intenções pela moderação espanhola e inglesa, teve de avançar, sob pena de entre as suas forças se registar uma insurreição.
De ambos os lados foram inúmeras as baixas, tendo apenas cessado as hostilidades por intervenção mediadora da Grã-Bretanha e Irlanda. Cerca de dois meses depois, as partes assinaram a Convenção de Gramido, que oficilizava o armistício.

## Nota
- A Batalha do Alto Viso encontra-se bem descrita no livro Duas Palavras do Autor do Esboço Histórico de José Estêvão, de João Carlos de Almeida Carvalho.

## Referencias
- Livro revela "A Batalha do Viso e a Revolta da Patuleia em Setúbal"